# 指名黑眼蝶
指名黑眼蝶（學名：Ethope himachala）是屬於蛺蝶科眼蝶亞科的一種蝴蝶，是黑眼蝶屬的一種。分佈於印度北部至緬甸及泰國一帶，模式產地為印度大吉嶺。

## 腳註
1. ↑  Moore, 1857. A Catalogue of the Lepidopterous Insects in the Museum of the Hon. East-India Company in Horsfield & Moore, Cat. lep. Ins. Mus. East India Coy 1: 234

## 外部連結
- 维基共享资源上的相關多媒體資源：指名黑眼蝶
- Ethope himachala - Catalogue of Life （英文）
- Ethope himachala （页面存档备份，存于） - funet.fi （英文）
- Ethope himachala （页面存档备份，存于） - Butterflies in Indo-China （英文）